# Lorenzo Sonego
Lorenzo Sonego (født 11. maj 1995 i Torino, Italien) er en professionel tennisspiller fra Italien.